# Palazzo del Governo (Ascoli Piceno)
Il palazzo del Governo di Ascoli Piceno, detto anche palazzo San Filippo, è considerato tra gli edifici di maggiori dimensioni della città. La sua architettura occupa l'intero lato est di piazza Fausto Simonetti e ospita al suo interno le sedi della Prefettura e dell'Amministrazione Provinciale. La denominazione di palazzo San Filippo è attribuita a questo stabile perché, una porzione dello stesso, fu un convento edificato, nel XVII secolo, appartenuto alla congregazione dei Filippini.

## Storia
I lavori per la costruzione del fabbricato furono avviati seguendo il progetto cui contribuirono vari architetti, Antonio Rodilossi ricorda Giuseppe Giosafatti e Celso Saccoccia, Stefano Papetti menziona Pier Sante Cicala. Più di recente Cristiano Marchegiani ha riferito all'architetto ripano Luzio Bonomi, di formazione romana, sia il progetto di ampliamento della prima chiesa filippina di metà Seicento sia la progettazione della facciata su via Cino del Duca (di cui Giosafatti eseguì membrature e mostre in travertino delle aperture, arricchendo con ornati le finestre, arbitrariamente rispetto al progetto).
Quest'ultimo intervento nasceva con lo scopo di riformare l'immagine del fabbricato, che vedeva accostate varie case, malridotte e differenti tra loro. Il cantiere della costruzione fu dunque aperto intorno ai primi anni del Settecento e i lavori si protrassero fino al 1797.
In realtà, a questa data, l'intera opera era stata solo parzialmente realizzata rispetto agli interventi previsti dalla progettazione. Erano compiuti una parte del prospetto esterno e poco più della metà degli interni. La situazione estetica non poteva dirsi sanata poiché l'accorpamento dei vecchi caseggiati si presentava come un coacervo di mura differenti tra loro e con tetti di diversa altezza. Tentando di porre ancora rimedio all'irregolarità architettonica l'ingegner Marco Massimi, direttore di quest'altra fase di costruzione, alzò le mura vecchie fino al livello del secondo piano, ma a questo punto la cittadinanza ascolana chiese l'intervento della Commissione di Pubblico Ornato per evitare che tanta irregolarità estetica divenisse definitiva.
La commissione si pronunciò ordinando la sospensione dei lavori e richiedendo la creazione di un progetto per un nuovo prospetto principale che nascondesse e cancellasse tutte le anomalie e le diseguaglianze. Per consentire l'elevazione della facciata si rese necessario creare un nuovo spazio e per questa ragione fu ordinata, nell'anno 1902, la demolizione della piccola chiesa barocca di San Filippo Neri che sorgeva attigua al cenobio. L'incarico del disegno dell'ultimo progetto fu affidato all'ingegnere ascolano Ugo Cantalamessa e all'architetto jesino Umberto Pierpaoli che idearono un palazzo maestoso seguendo e conservando le linee architettoniche e decorative di quanto ancora restava della preesistente struttura.
I lavori furono ultimati nei primissimi anni del Novecento e conferirono alla costruzione l'aspetto attuale. Nel corso del tempo, il palazzo è stato adibito a diverse destinazioni d'uso. Nel 1862 ospitava la Corte d'assise che in data 12 febbraio dello stesso anno si pronunciò sulle accuse di "attività antigovernativa" di cui furono incolpati i parroci della montagna ascolana. In seguito divenne una caserma, poi un convitto femminile fino a quando non accolse la sede del Governo che qui si trasferiva dalla precedente ubicazione di palazzo dei Capitani che sorge nella vicina piazza del Popolo

## Architettura
L'intero edificio, costruito in blocchi squadrati di travertino, si compone di due porzioni distinte. La parte posteriore del palazzo è costituita dall'ex convento appartenuto alla congregazione dei Filippini. La porzione anteriore, la facciata principale, aperta da due ingressi e da quattro ordini di finestre, il fastigio e il gruppo scultorio che la conclude furono disegnati da Umberto Pierpaoli e da Ugo Cantalamessa, innalzati negli anni compresi tra il 1902 e il 1904. L'importante gruppo decorativo posto alla sommità centrale del prospetto principale fu scalpellato da Romolo del Gobbo. Si compone di due grandi figure simboliche riferibili alle rappresentazioni dei fiumi Tronto e Castellano che attraversano la città di Ascoli.
All'interno del fabbricato ci sono due importanti saloni.
Al primo piano si apre quello del consiglio provinciale, decorato da Domenico Ferri in cui l'artista ha raffigurato sulle pareti e sulla volta scene che illustrano la fertilità della terra picena, scorci di attività industriali e il corso della vicissitudini amministrative. Al secondo piano il salone delle feste della prefettura ascolana, un piacevole scrigno di pittura.

## Il salone delle feste decorato da Adolfo de Carolis
All'interno del palazzo del Governo spicca per la sua preziosa bellezza il salone delle feste, detto anche "salone di rappresentanza" o "salone de Carolis", che si apre al secondo piano del fabbricato, e appartiene alle stanze dell'alloggio prefettizio. Si mostra solenne in uno spazio modesto di m. 13,50 x 8,50. La sua decorazione fu affidata al multiforme ingegno del marchigiano Adolfo De Carolis che, dipingendolo, eseguì quello che oggi è considerato il suo capolavoro cromatico. L'artista preparò i bozzetti delle pitture con studi a tempera su cartone, ora conservati presso la pinacoteca civica della città, e avviò l'attività decorativa nell'anno 1907 concludendo il suo lavoro nel 1908. Per le pennellate che illustrano i temi riguardanti il territorio piceno utilizzò, sul muro con finitura a calce, la tecnica pittorica dei colori a tempera disciolti nella caseina con ritocchi a olio. Questa metodologia, un po' insolita, permise a de Carolis di colorare la sua opera con cromie di maggiore vivacità e luminosità.
Dipinse, sulla porzione alta delle pareti, un ciclo ininterrotto di scene allegoriche di gusto michelangiolesco pervaso dalla semplice linearità dello stile liberty di cui l'artista fu chiaro esponente. Nel suo racconto alternò temi che ben riassumono le caratteristiche peculiari della laboriosità degli abitanti del territorio, spaziando dalla rappresentazione delle attività legate al mare a quelle legate alle montagne della catena dei Sibillini. L'intera decorazione istoriata è suddivisa in riquadri, distribuiti a gruppi di tre per ogni lato più corto e di cinque nei lati più lunghi.
Tutti i dipinti sono accomunati dai fondi di colore azzurro che virano al turchino, intercalati da figure mitologiche di dee e di muse, da lesene, nicchie, edicole e cornici ottenute solo dalla pittura. Questo ciclo pittorico, per il de Carolis, fu la sintesi espressiva con cui rappresentò le tradizioni della sua terra affiancandole al mondo greco dei miti e ai popoli dediti alla navigazione, come i Liburni, che fondarono Truentum. Lo spazio dei lati più corti del salone fu occupato dall'artista per le rappresentazioni delle scene di pastorizia e di vita nei campi non trascurando di narrare, nella parete opposta, le attività del mondo della pesca.
Nei lati lunghi esteriorizzò la sua raffinata cultura e illustrò i miti di Dioniso e Apollo citando le Georgiche di Virgilio, le Metamorfosi di Ovidio e la Teogonia di Esiodo, tutte letture che lo avevano appassionato.

### La parete nord
Questa parete è dedicata alla descrizione della vita dei marittimi e all'attività della pesca. Le raffigurazioni si susseguono distinte in tre riquadri ai cui lati si legge:  «REMIS VELISQUE»  (con i remi e con le vele). Il tema del quadro centrale è dedicato a Castore e Polluce che conducono i bianchi cavalli del sole che nasce sul mare Adriatico. La composizione figurativa si completa con imbarcazioni utilizzate per la pesca e due piccoli putti in primo piano. Nella lunetta che sovrasta il riquadro de Carolis riporta la citazione di Silio Italico (Punica, Libro VIII, v. 432)
Sulle lesene dipinte, che fiancheggiano il quadro centrale, l'artista dipinge a sinistra la dea Cupra intesa come rappresentazione della città romana. Questa divinità fu la protettrice dell'antico popolo dei Piceni e qui reca in mano un anellone a sei nodi e una piccola statua che sembra raffiguri la dea stessa, quale memoria e omaggio ai ritrovamenti archeologici che, all'inizio del XX secolo, vedevano luce dalle necropoli del territorio. Sulla lesena di destra si trova appoggiata una figura femminile seminuda che stringe un remo nella mano sinistra. Con molta probabilità, essendo questa la parete dedicata al mare, la donna dovrebbe rappresentare la personificazione della città di Truentum. 
Il ciclo pittorico si compone inoltre dei due riquadri laterali. Il primo a sinistra ritrae un gruppo di marinai, visibilmente affaticati, intenti a sorreggere e trasportare un timone poggiato sulle spalle. Lo sfondo è riempito dal mare sul quale navigano le paranze dei pescatori, caratteristiche imbarcazioni utilizzate nella vicina cittadina di San Benedetto del Tronto. Nel terzo e ultimo riquadro, quello di destra, sono dipinte le donne dei marinai che trasportano le arche e arnesi per la pesca, sul fondo si ripete la veduta del mare popolata da vele e piccoli bauli.

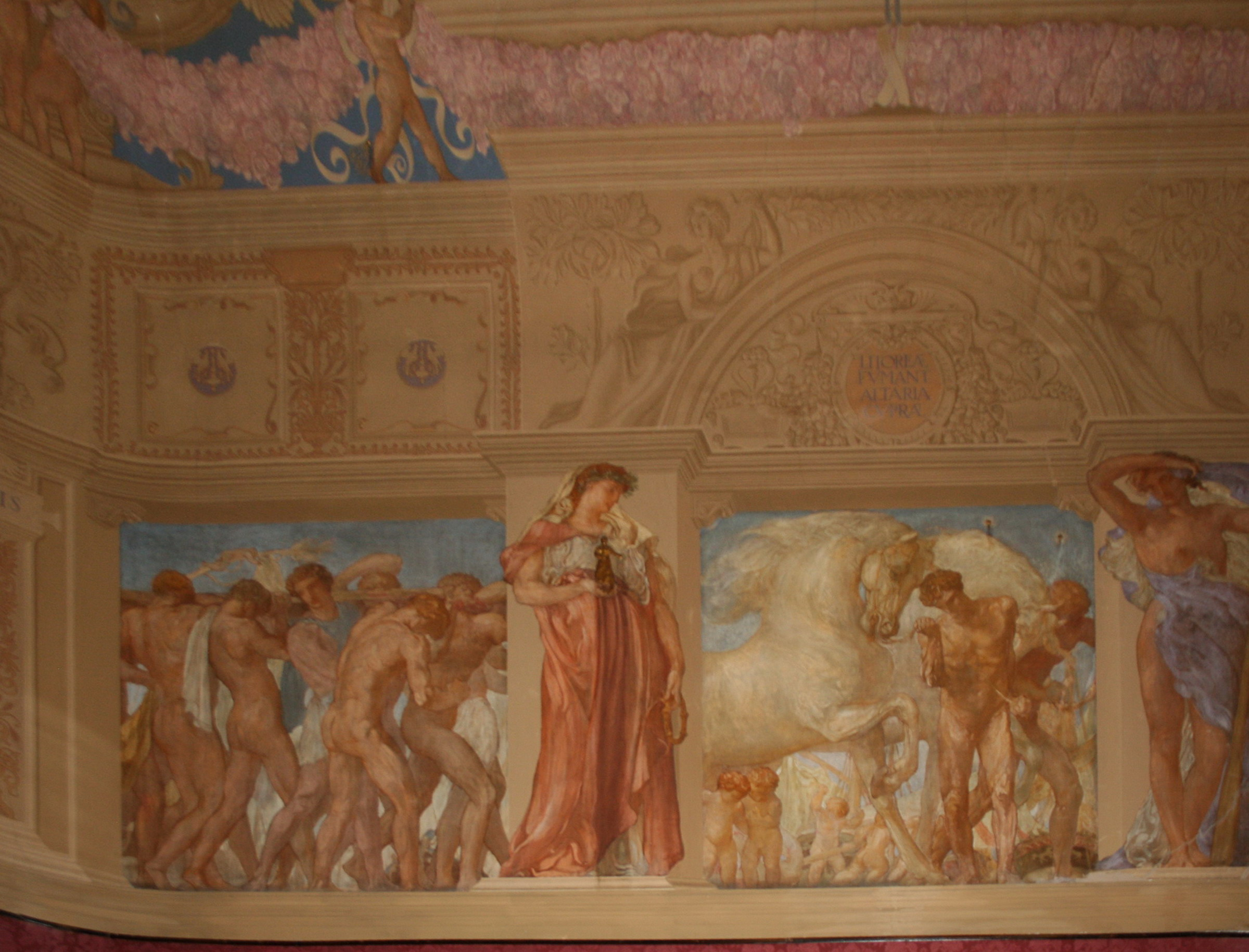
i marinai che trasportano il timone
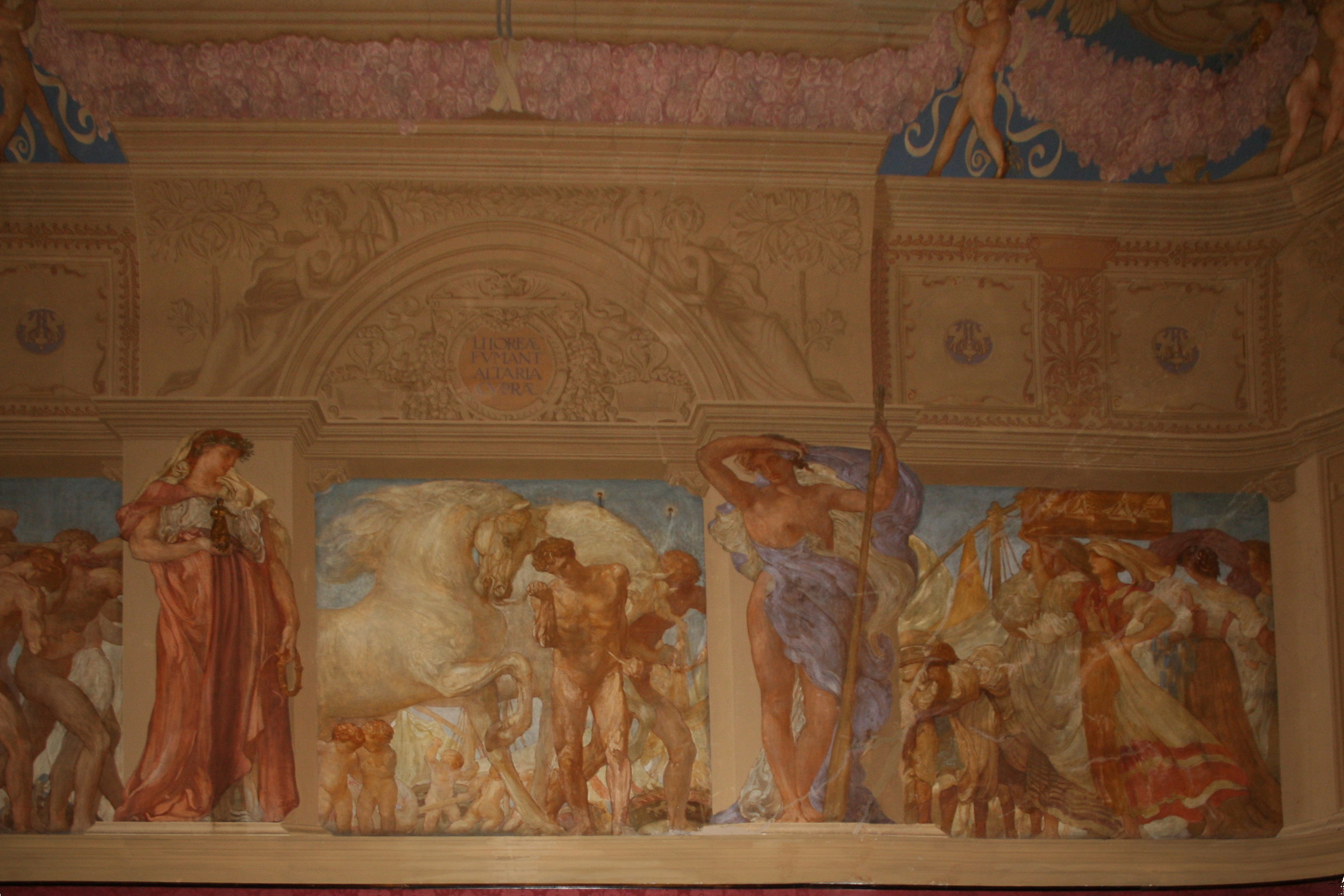
la dea Cupra, Castore e Polluce, Truentum e le donne dei marinai

### La parete sud
Questa parete è dedicata alla vita e alle attività tipiche dei monti e alla figura della Sibilla Appenninica o Picena. Le scene sono contenute, anche qui, all'interno di tre riquadri di cui il centrale è dedicato alla figura dell'oracolo con affiancate, sulle lesene dell'edicola, le personificazioni delle città di Ascoli e Fermo. I riquadri laterali sono animati dalla presenza di forti e vigorose contadine al lavoro e di pastori che pascolano le loro greggi.

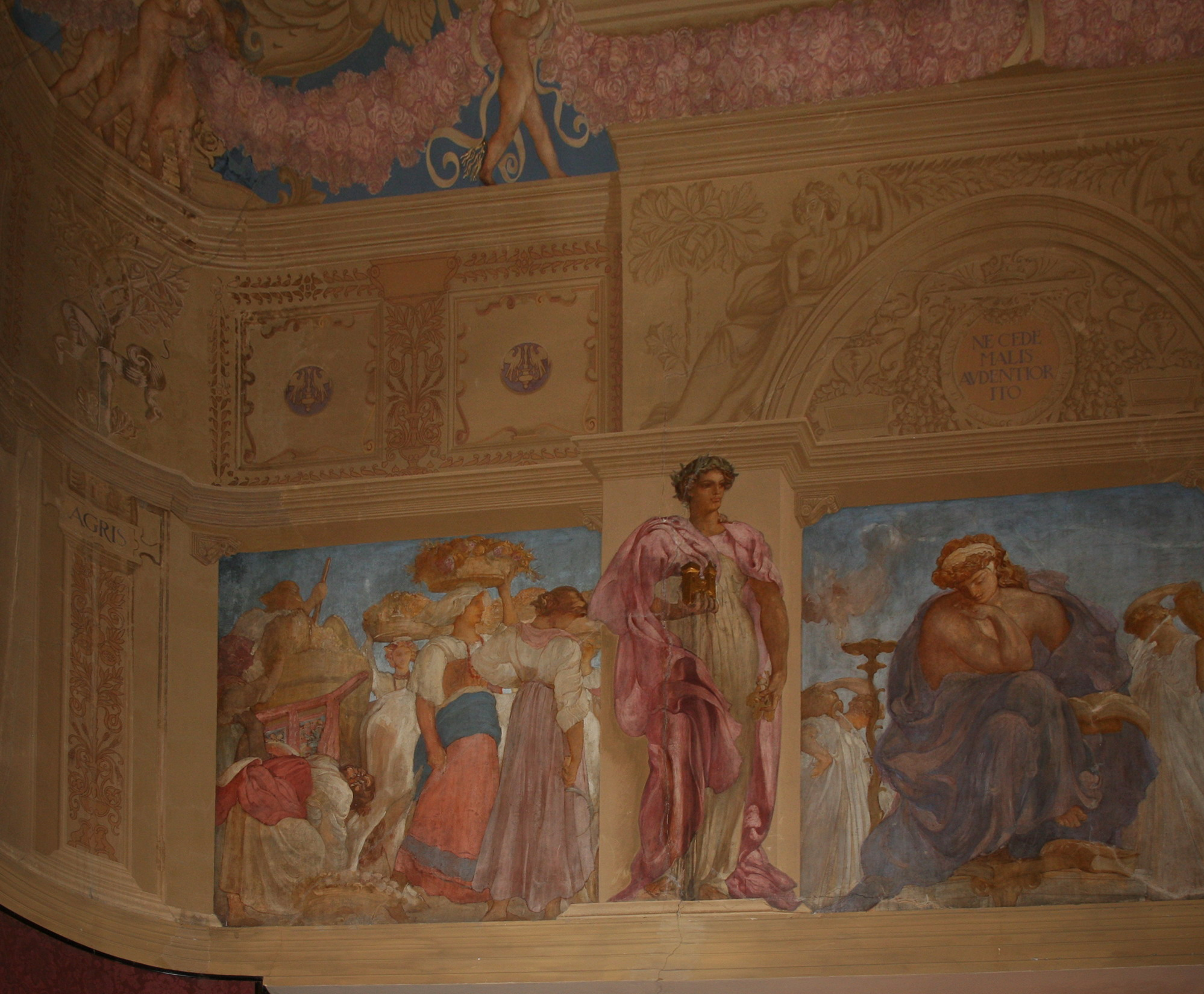
dipinto dell'agricoltura
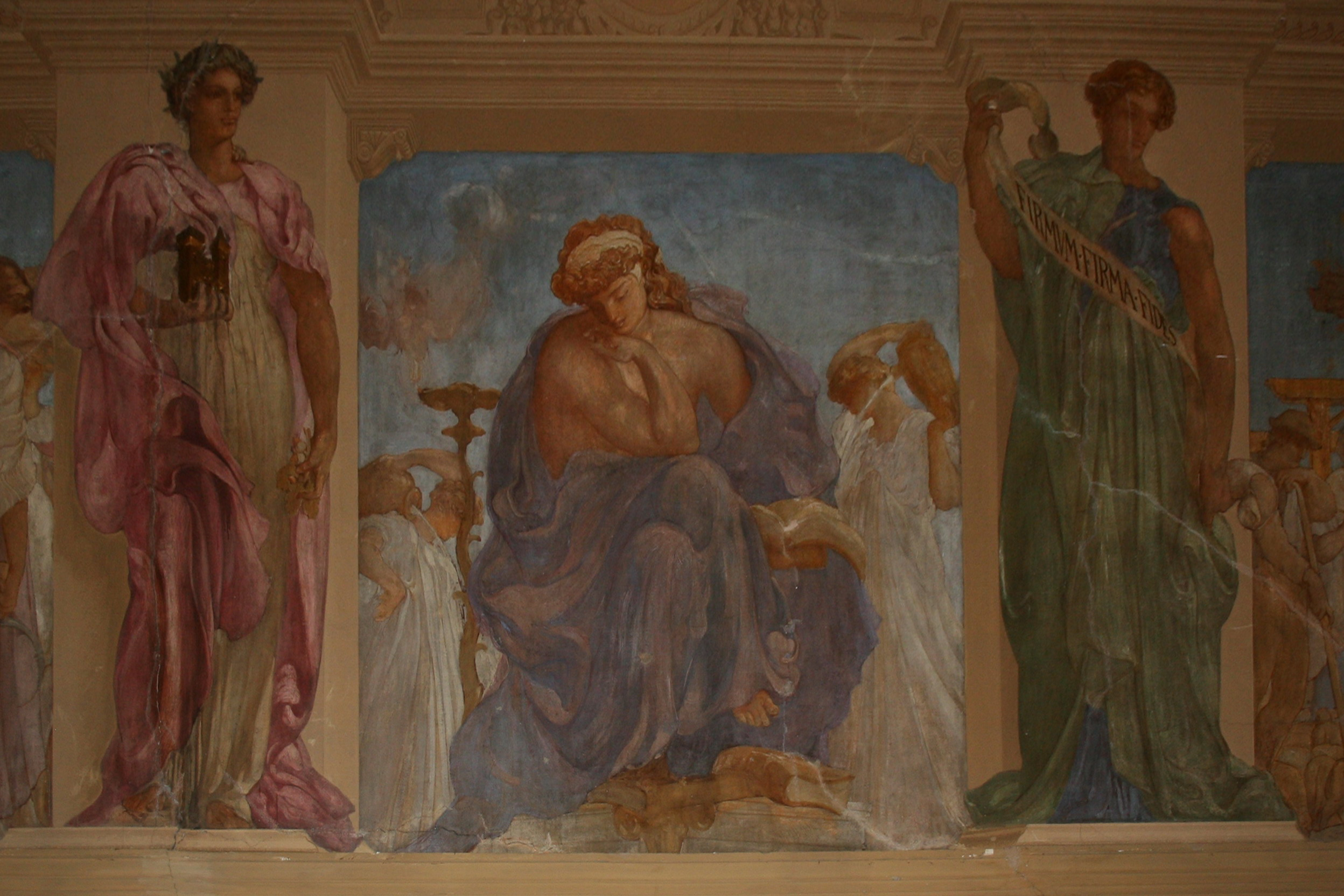
Sibilla Appenninica
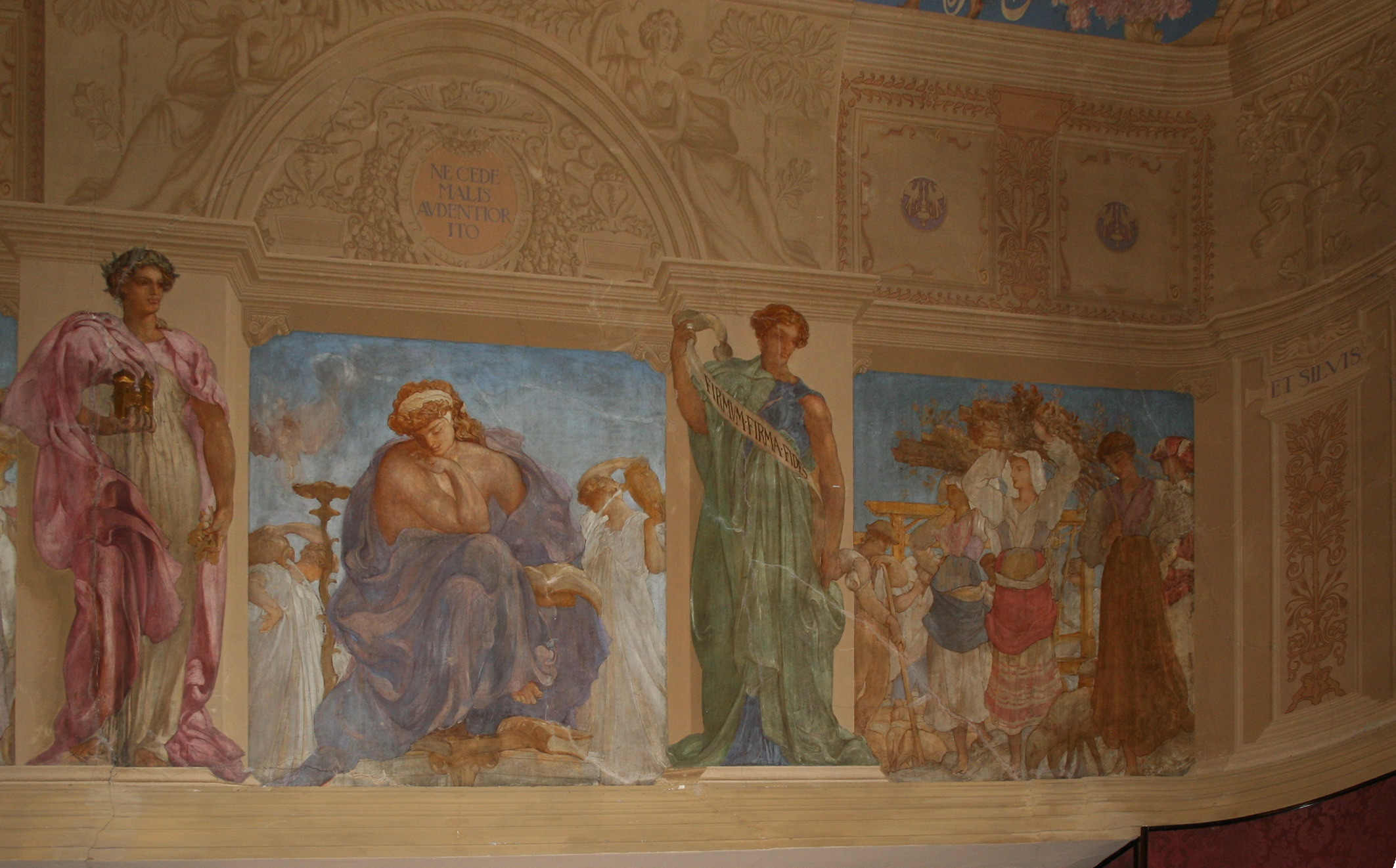
dipinto della pastorizia

### La parete est
Al centro della parete est il de Carolis appose la sua firma sulla sommità dei pilastrini tra i quali collocò l'edicola che ospita l'immagine di una donna seduta. Questa figura è ritenuta essere la probabile rappresentazione della Sibilla Cumana. Leggendo il dipinto, al di sopra della figura femminile, nel frontone, si evidenzia la sigla AS che potrebbe significare Augusta Sibylla. Sulle lesene che intercalano il primo e il secondo riquadro e il quarto e il quinto riquadro si appoggiano due figure mitologiche identificabili con le muse che scortarono Apollo sul monte Parnaso. Le loro caratteristiche e gli oggetti che le contraddistinguono ci riconducono ad Urania, che indossa un peplo dalla tinte chiare ed un mantello verde, musa dell'astronomia e della geometria, ritratta con il globo in mano.
Sulla quarta lesena si riconosce la probabile Clio, musa della storia e della poesia epica, con un peplo celeste ed un mantello color ocra, che reca un rotolo scritto. I riquadri, posti ai lati del tema centrale, illustrano episodi delle vicende di Apollo, descritto dalla mitologia come abile arciere, oracolo, venerato come dio della poesia e delle arti. All'interno delle cornici più alte, compaiono i versi delle Metamorfosi che racchiudono e narrano la triste storia d'amore tra Apollo e Dafne, entrambi colpiti dalle frecce di Cupido. L'amore del dio non fu mai condiviso e ricambiato dalla ninfa poiché la freccia che la raggiunse era arrugginita e ciò la indusse a rifiutare le attenzioni e l'interesse di Apollo.
Le trascrizioni sintetizzano la disperazione della divinità che nulla può contro il rifiuto dell'amata. 
Leggendo i riquadri che compaiono sulla parete, da sinistra verso destra, nel primo si evidenzia l'immagine di una donna che veste un peplo di color ocra, aperto sulla destra, che avanza austera con incedere nobile e severo, recando tra le mani candide rose. Il pittore la ritrae in un giardino in cui crescono rigogliose piante di questi fiori e aggiunge due puttini che ne intrecciano lunghi e ricchi festoni. La figura femminile proposta dal de Carolis è riferibile al mito della dea Aurora che, come descritta nell'Odissea: “ha dita di rosa”. Nel riquadro immediatamente successivo la rappresentazione di cinque ninfe abbigliate con tuniche dai tenui colori. Tra queste l'artista avrebbe inserito anche Dafne riconoscibile nella figura seminuda ritratta in primo piano. Merita particolare attenzione anche la seconda ninfa che ha un piccolo bambino poggiato sulla spalla.
Successivo all'edicola centrale, il quarto riquadro che descrive una possibile rappresentazione del dio Apollo, ritratto seminudo, circondato da ninfe di cui una reca in mano una cetra. La ninfa distesa a terra potrebbe essere Dafne. All'interno del quinto, e ultimo, riquadro una figura femminile stringe in mano una coppa. L'interpretazione di questa immagine è piuttosto complessa e, come sostiene l'Amadio, potrebbe trattarsi ancora della ninfa Dafne colta nell'ultimo momento della sua umana esistenza, appena prima di essere trasmutata in una pianta di alloro. In secondo piano si nota una fontana, particolarmente elaborata, intesa come riferimento alle quattrocentesche immagini dell'antica fonte della vita. Vi sono, ancora, una pianta d'olivo e un grazioso puttino intento a giocare con un grande festone di gusto rinascimentale.

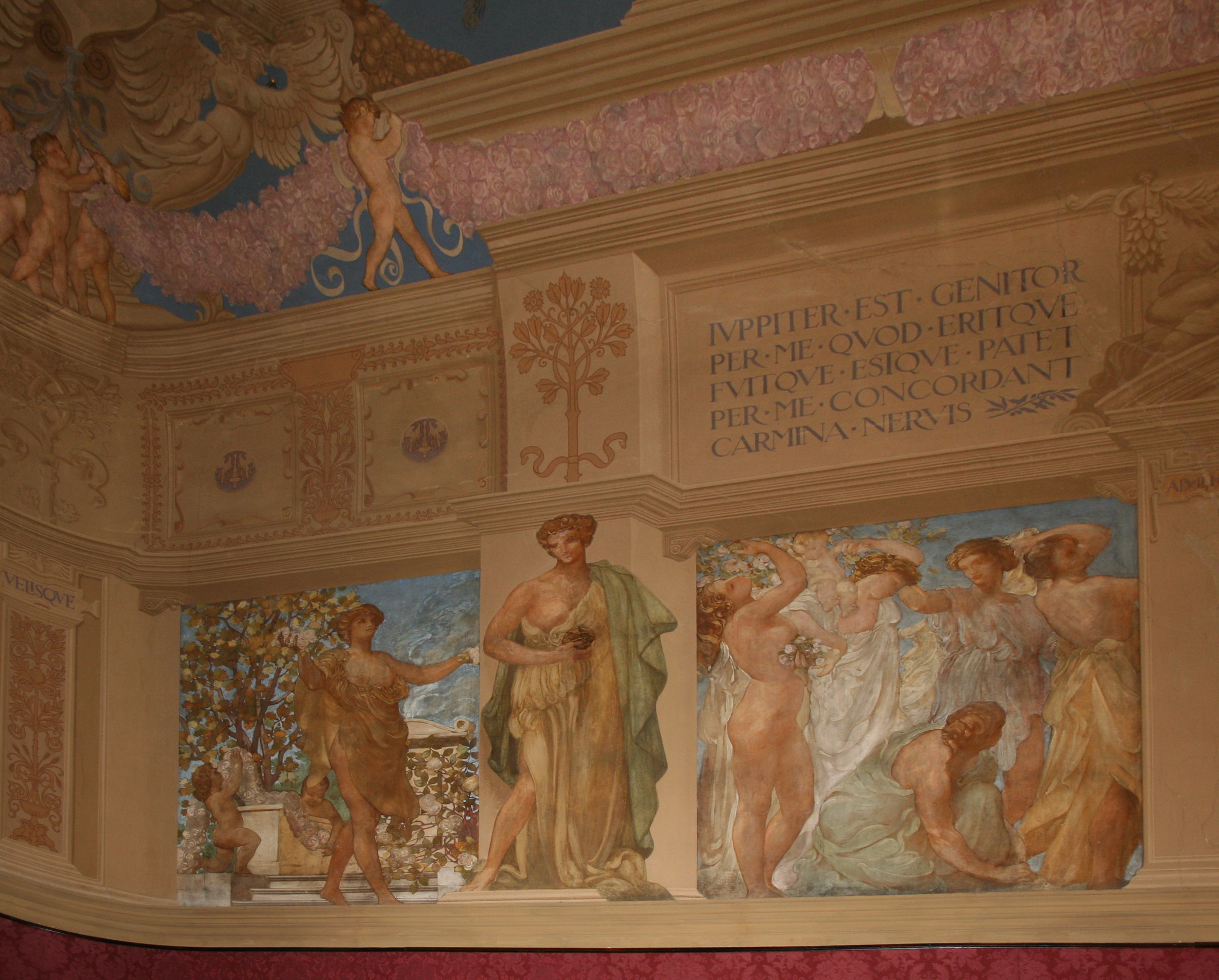
Aurora, Urania e le ninfe
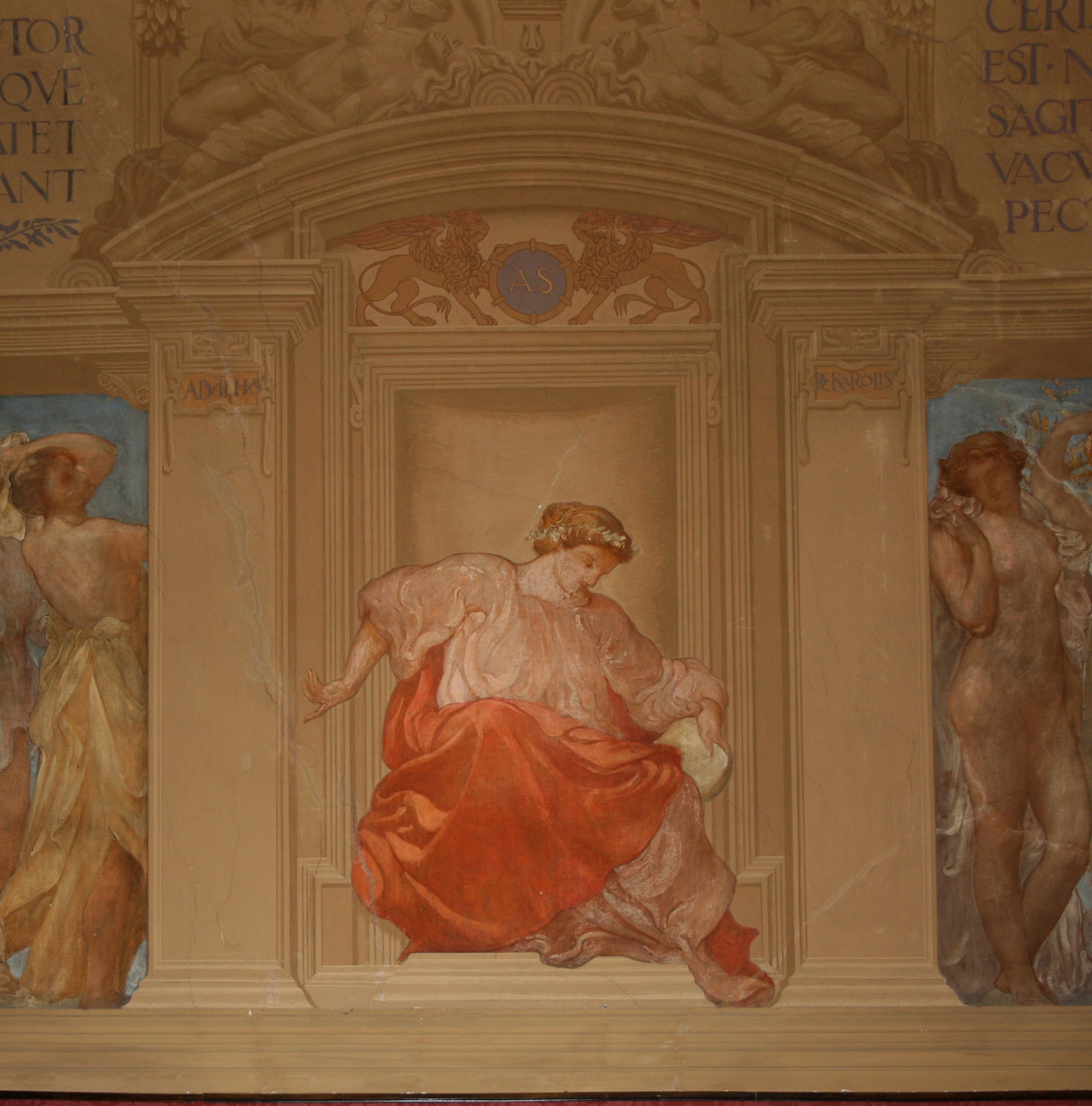
figura centrale e firma di Adolfo de Carolis
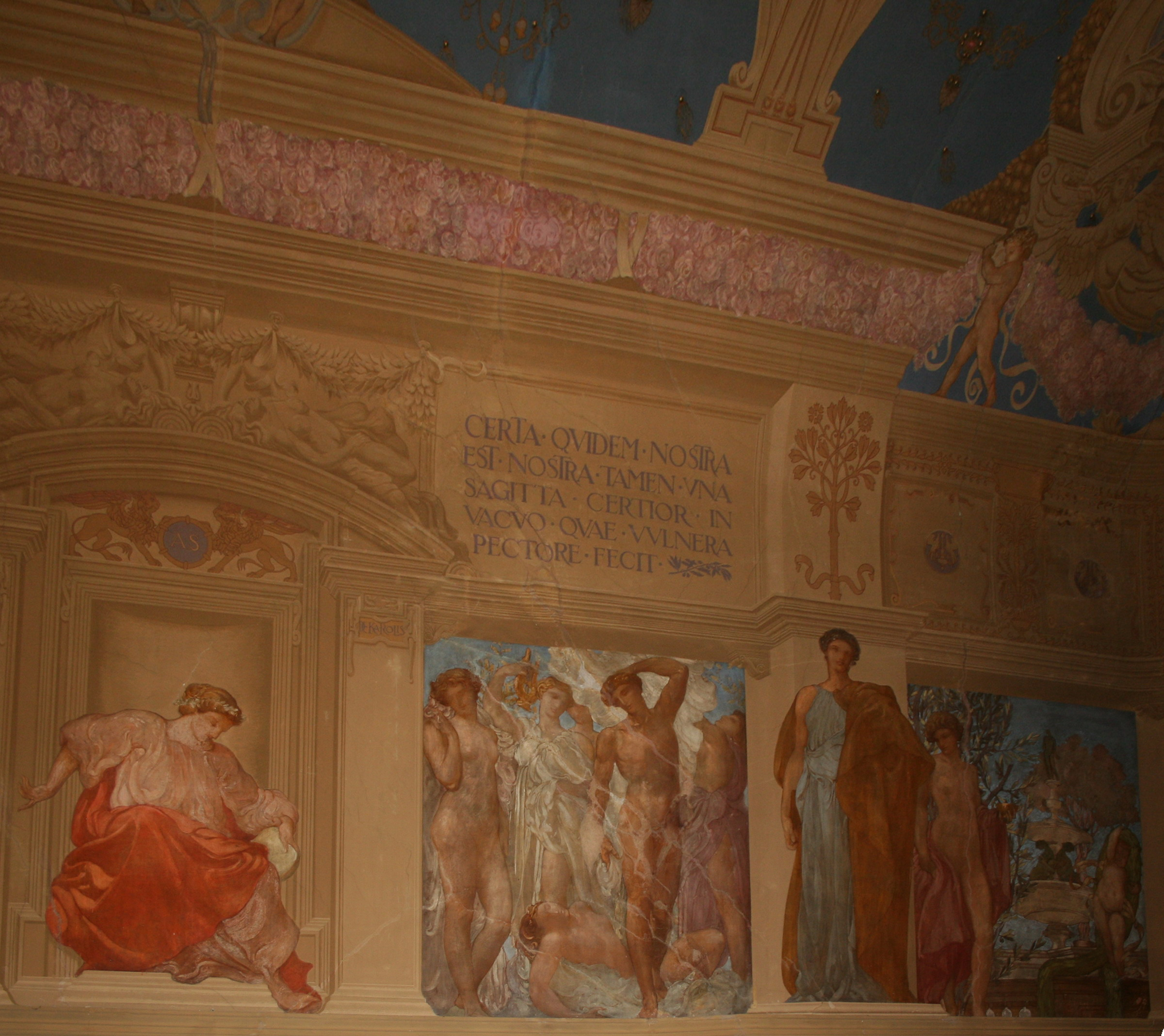
Apollo, Clio, la fonte della vita

### La parete ovest
Sulla parete ovest del salone il de Carolis narra il mito di Bacco. Le muse ritratte sono riconducibili alle figure di Talia, musa della commedia, che, avvolta in una tunica azzurra coperta da un mantello chiaro, si affaccia china con un tamburello nella mano destra.  Segue Melpomene, che reca nella mano destra la maschera, questa è la musa della tragedia, del canto e dell'armonia musicale, il pittore la rappresenta avvolta in un mantello verde da cui si intravede un peplo chiaro. Nei registri superiori alle scene de Carolis aggiunge i passi delle Georgiche di Virgilio:
Nel primo riquadro, scorrendo la parete da sinistra verso destra, si osservano una figura femminile che porta un cesto ricolmo di frutta tra un albero di pino dall'alto fusto e rami di vite. Il secondo tema propone un giovane ragazzo riconoscibile come Dioniso, vestito da una bianca tunica e da un rosso mantello. Contornano la rappresentazione della divinità le raffigurazioni di un giovane che suona il doppio flauto e i seguaci del dio ritratti con i simboli stessi di Dioniso quali il serpente arrotolato sul braccio ed il tirso, il bastone intrecciato da rami di vite e di edera che termina con una pigna. Sulle lesene dipinte che contornano l'edicola del tema centrale il de Carolis appose la data della fine dei suoi lavori ANNO MCMVIII, anno 1908. All'interno dell'edicola si trova una figura di difficile identificazione. Si tratta della raffigurazione di un'immagine dalle gambe coperte da un mantello con appoggiato accanto ad uno strumento musicale che sembra una lira. Potrebbe trattarsi del dio Apollo, come proposto nelle raffigurazioni ellenistiche, oppure di Dioniso, ma si potrebbe pensare anche alla musa Erato protettrice della musica o a una sibilla in quanto al di sopra della figura compare la sigla DS, come ad indicare la Sibilla Delfica.
Il quarto riquadro segue con una figura maschile nuda colta nell'atto di innalzare un braccio verso il cielo. Anche qui si ritiene che possa trattarsi dello stesso Dioniso in giovane età, oppure di poter individuare la similarità con la figura del pastorello Dafni che Virgilio identifica come il portatore di civiltà quando nella trattazione delle Bucoliche si avvicina alla figura di Bacco. Sullo sfondo il de Carolis colloca figure di bestie feroci, due pantere, come segni dell'apparizione del dio. Nel quinto riquadro fa da sfondo una ricca pianta di melograni ed un curato vaso posto al di sopra di un piedistallo. In primo piano si distinguono la figura di una donna col suo cesto di frutta e un puttino che si appoggia sul tirso molto più grande di lui.

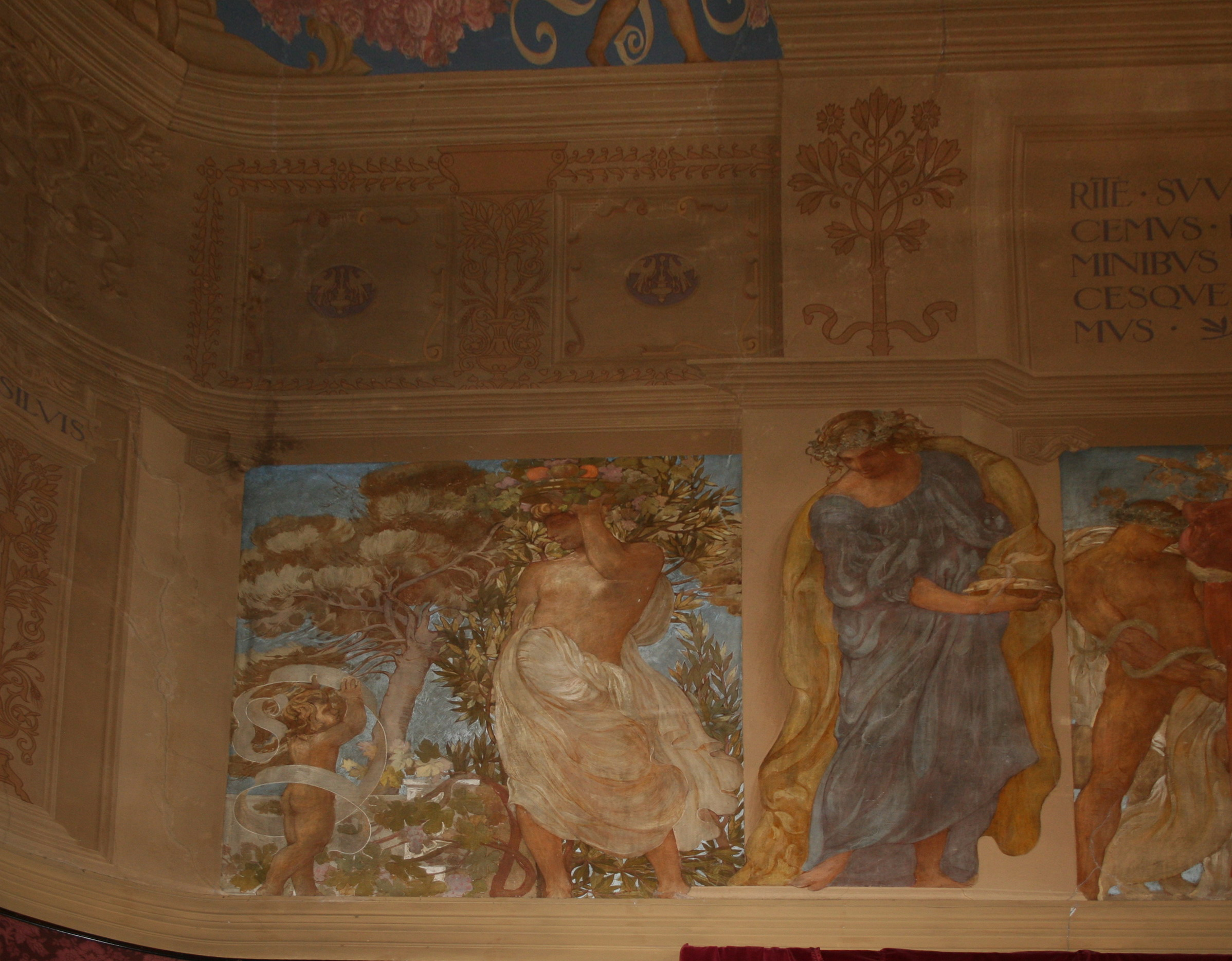
figura femminile con cesto di frutta e la musa Talia
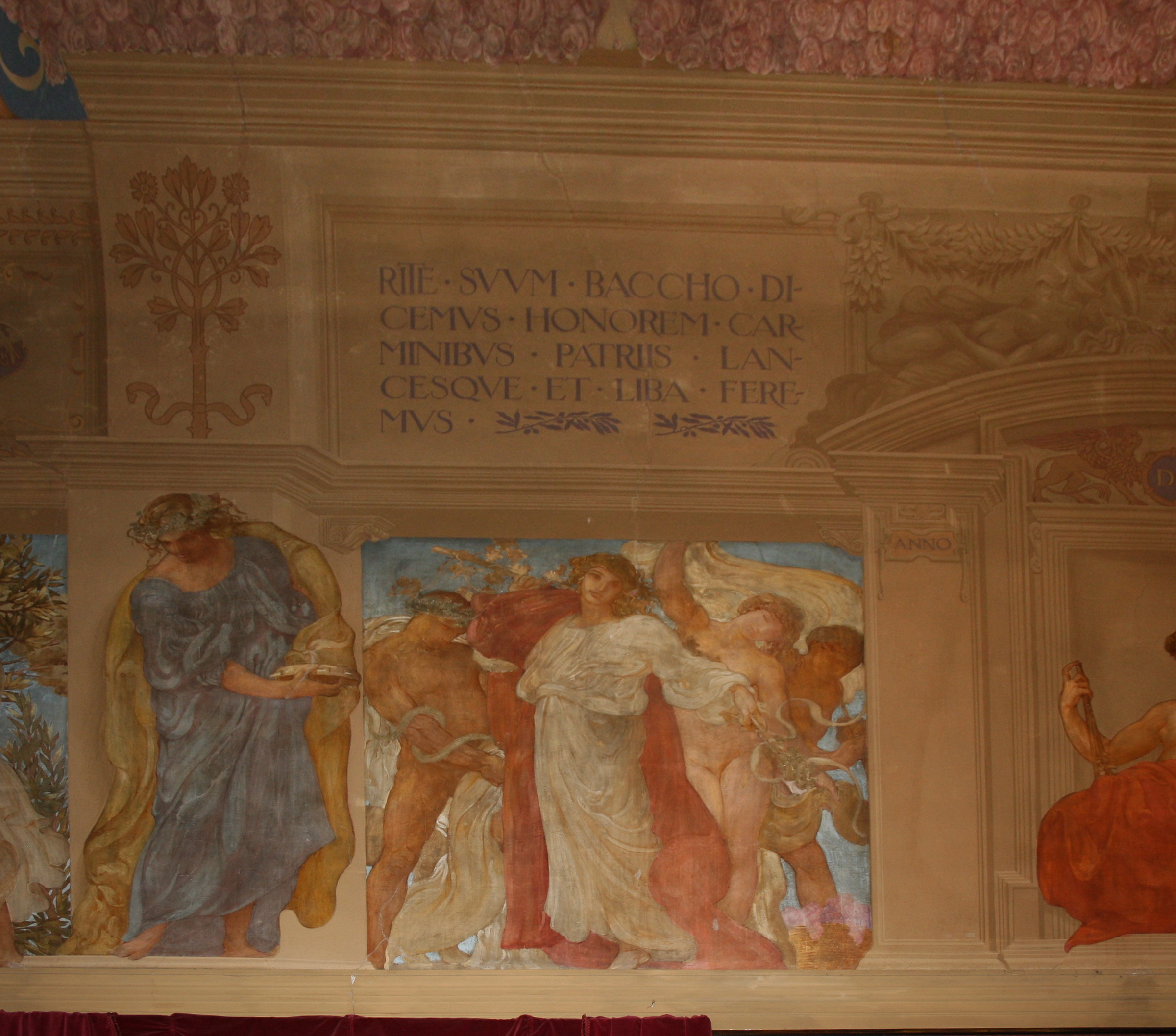
Dioniso
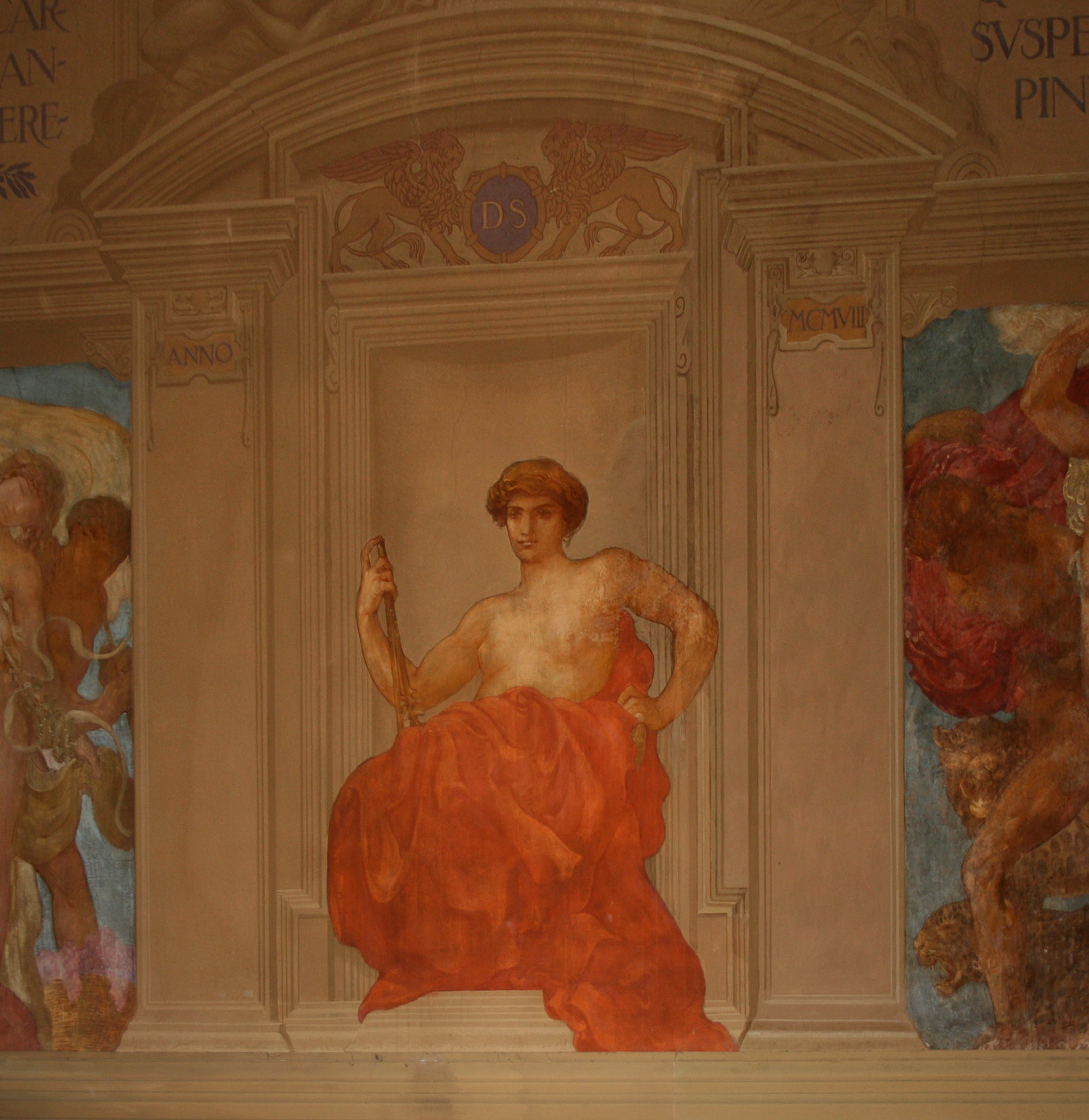
figura centrale
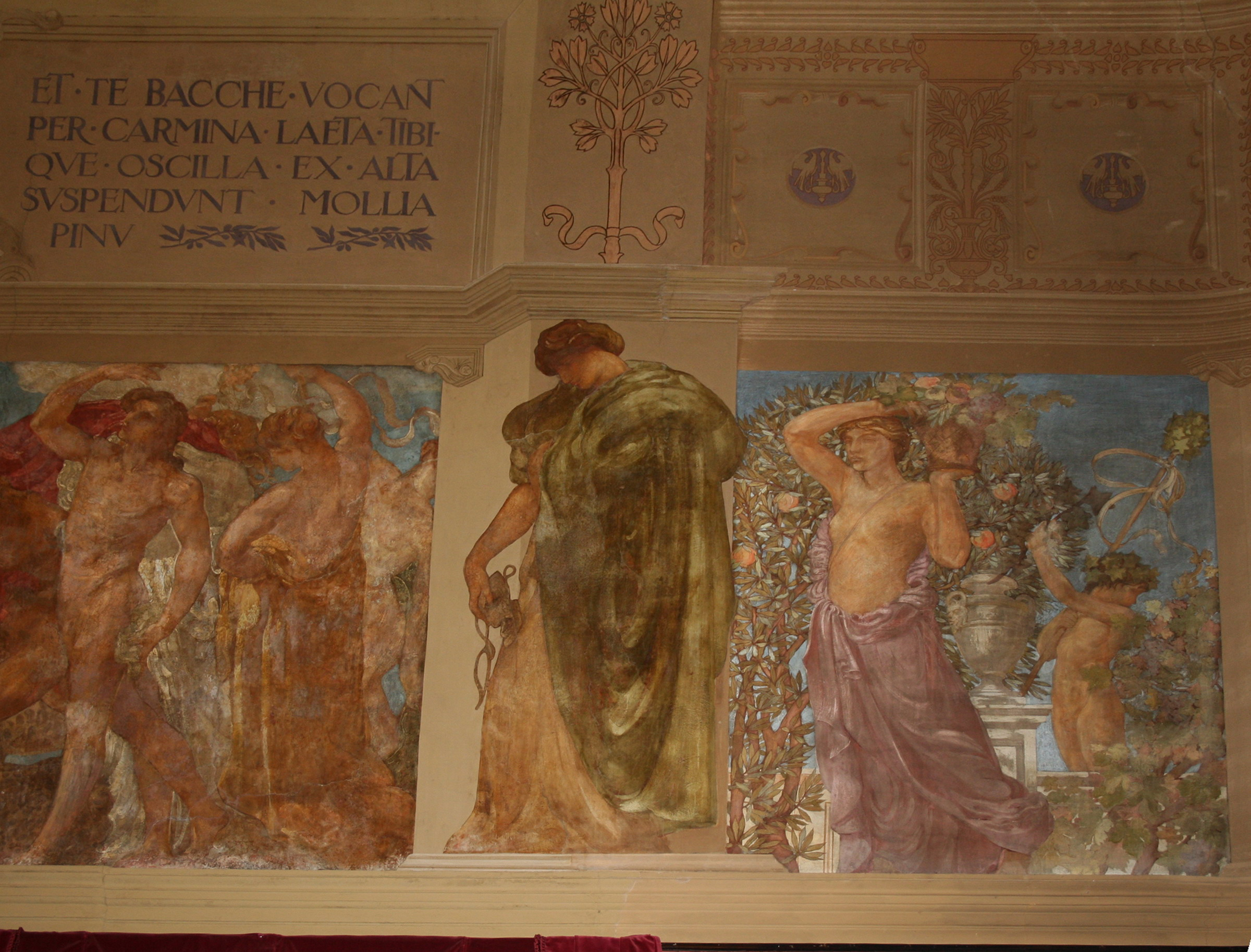
Dioniso o Dafni, la musa Melpomene, donna con cesto di frutta

### La volta
Per le pitture della volta del soffitto il de Carolis si ispirò ad un impianto decorativo di tipo neo-rinascimentale, dipingendo lacunari incorniciati da delicatissimi festoni di rose sorretti da putti e da grandi piante di quercia. Quest'albero è il riferimento alla pianta che fu sacra a Zeus. In un angolo, l'artista trascrisse la citazione di Plinio il Vecchio, estrapolata dalla Naturalis Historia, III,111, in cui l'autore descrive la terra del Picenum, Quinta Regio della divisione dell'età augustea:
Nell'altro angolo propose il motto riportato sullo stemma di Ascoli:

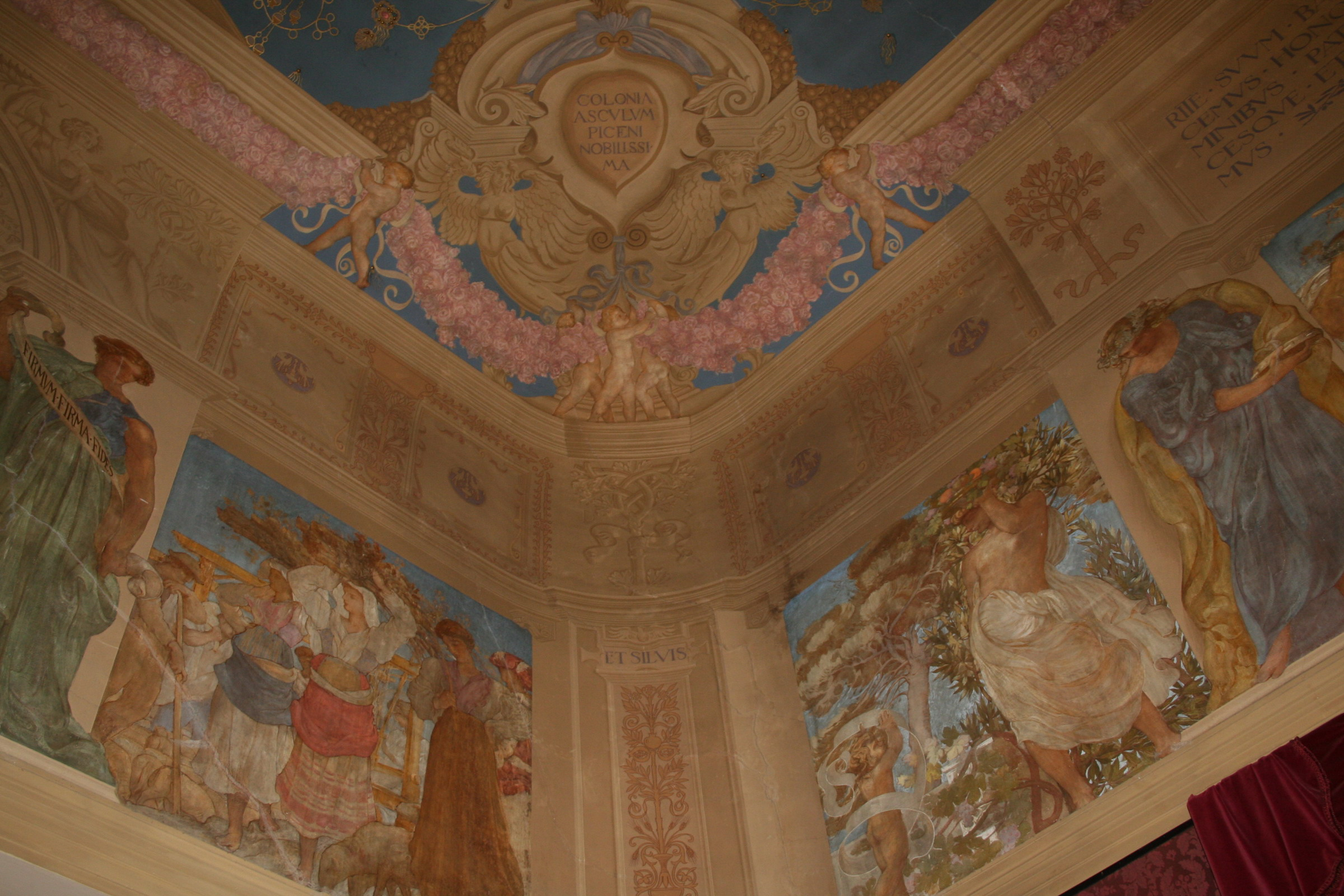
cartiglio dell'angolo del salone
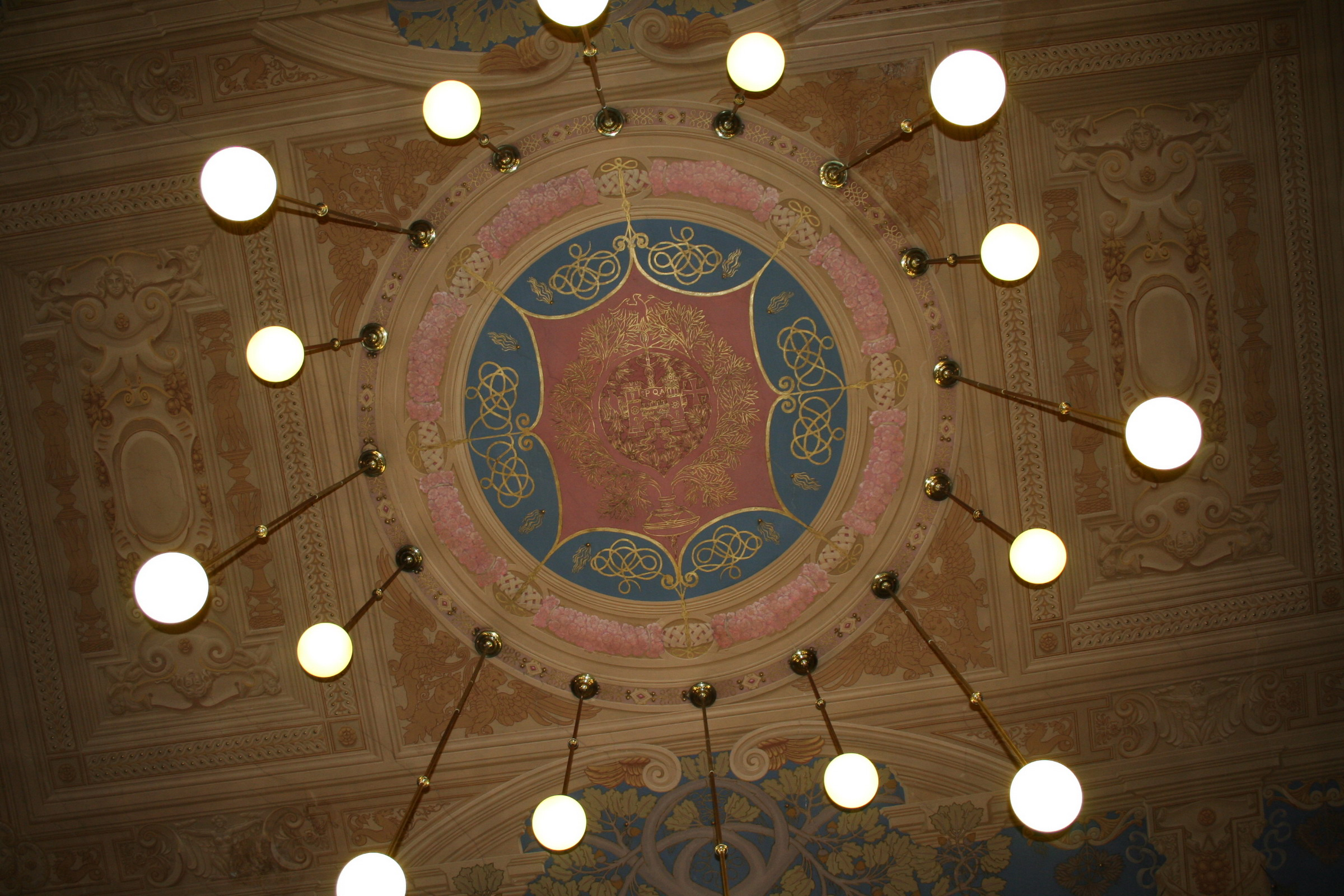
centrale del soffitto
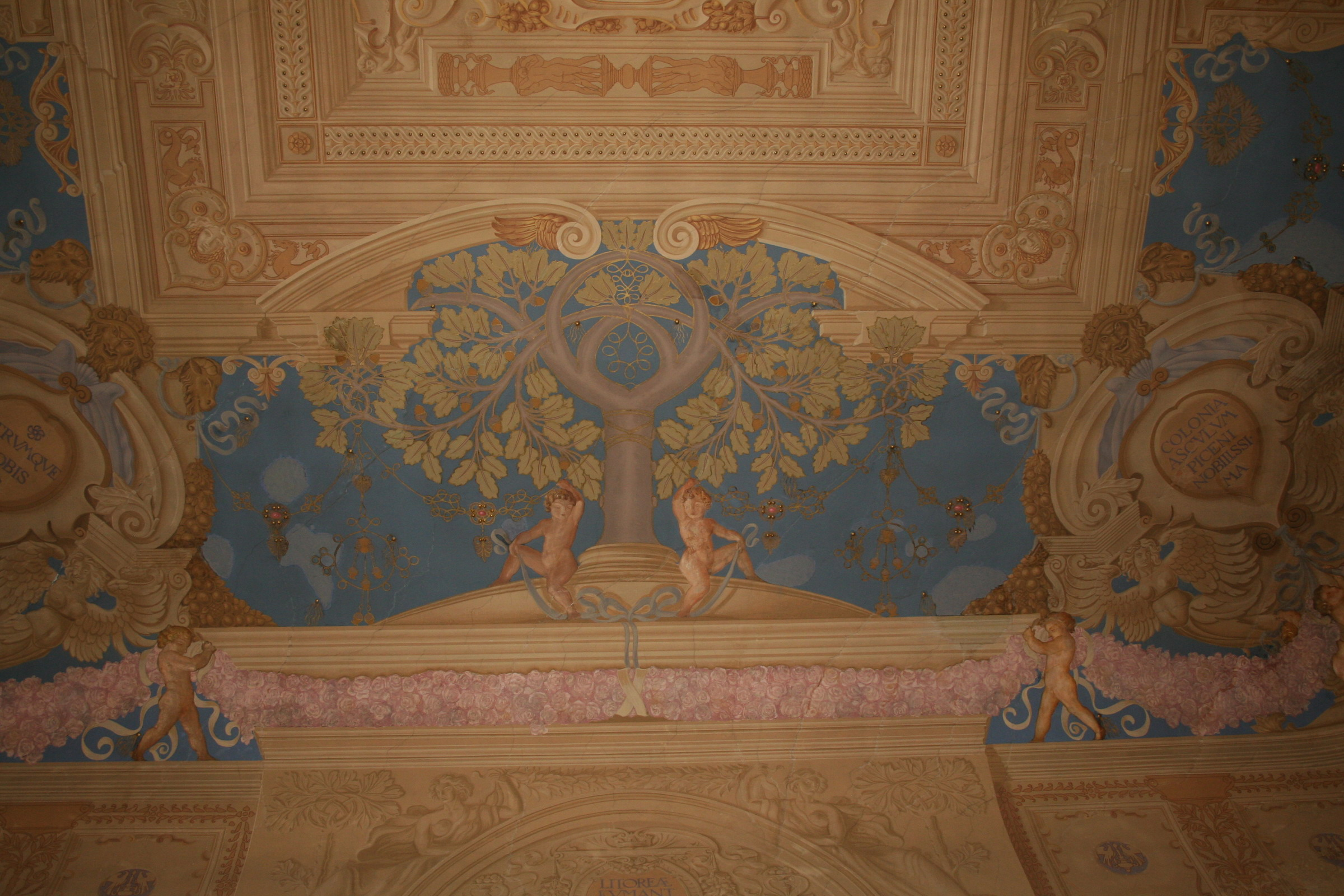
porzione della volta